# Willibald Sandler
Willibald Sandler (* 25. Juni 1962) ist ein österreichischer katholischer Theologe. Er ist Professor für Dogmatik an der Universität Innsbruck.

## Leben
Nach dem Studium der Selbstständigen Religionspädagogik 1984–1989 und der Promotion zum Dr. theol. 1995 wurde Sandler 2001 Assistenzprofessor am Institut für Systematische Theologie der Universität Innsbruck. Im Jahr 2011 habilitierte er sich mit einer Sammelpublikation zur dramatischen Theologie für katholische Dogmatik und ist seitdem außerordentlicher Universitätsprofessor am Institut für Systematische Theologie der Universität Innsbruck. Er ist durch zahlreiche Publikationen hervorgetreten. Sandler leitet die charismatisch orientierte Gebetsgemeinschaft Die Weide in Innsbruck.

## Publikationen (Monografien)
- Charismatisch, evangelikal und katholisch. Eine theologische Unterscheidung der Geister. Freiburg (Herder) 2021, ISBN 978-3-451-38703-6
- Skizzen zur dramatischen Theologie: Erkundungen und Bewährungsproben. Freiburg (Herder) 2012, ISBN 978-3-451-32556-4
- Die gesprengten Fesseln des Todes. Wie wir durch das Kreuz erlöst sind. Kevelaer 2011, ISBN 978-3-8367-0701-5
- Der verbotene Baum im Paradies. Was es mit dem Sündenfall auf sich hat. Kevelaer 2009, ISBN 978-3-8367-0689-6
- Bekehrung des Denkens. Karl Rahners Anthropologie und Soteriologie als formal-offenes System in triadischer Perspektive. Bern 1996, ISBN 3-631-30094-8